# You Can't Stop Me
You Can't Stop Me е четвърти студиен албум на американската деткор група Suicide Silence. Издаден е на 14 юли 2014 г. от Nuclear Blast. Това е първи албум с новия вокалист Ернан Ермида.

## Обща информация
През април 2014 г. е разкрито, че заглавието на албума и едноименната песен, са от текстове, които Мич Лъкър е оставил преди да почине. Музикалното видео на песента е пуснато на 1 юли 2014 г. На 6 май 2014 г. „Cease to Exist“ е пусната като първи сингъл в iTunes. Всички текстове са написани от Ернан Ермида, с изключение на „You Can't Stop Me“ и „Ending Is the Beginning“, които са на Мич Лъкър. „M.A.L.“ е акроним от Мич Адам Лъкър.

## Състав
- Ернан Ермида – вокали
- Марк Хейлмун – китара
- Крис Гарза – китара
- Дан Кени – бас
- Алекс Лопес – барабани

### Допълнителен персонал
- Джордж „Корпсграйндър“ Фишър – допълнителни вокали в „Control“
- Грег Пучиато – допълнителни вокали в „Monster Within“

## Песни
| 1.    | M.A.L. (инструментал)                                                       | 0:47 |
| 2.    | Inherit the Crown                                                           | 3:28 |
| 3.    | Cease to Exist                                                              | 3:42 |
| 4.    | Sacred Words                                                                | 4:20 |
| 5.    | Control                                                                     | 2:53 |
| 6.    | Warrior                                                                     | 3:00 |
| 7.    | You Can't Stop Me                                                           | 4:07 |
| 8.    | Monster Within                                                              | 3:37 |
| 9.    | We Have All Had Enough                                                      | 3:36 |
| 10.   | Ending Is the Beginning                                                     | 2:38 |
| 11.   | Don't Die                                                                   | 3:45 |
| 12.   | Ouroboros (включва скритата песен „Dogma: I Am God“ в лимитираното издание) | 4:04 |
| 39:57 |                                                                             |      |